# Sveti Egidije
Sveti Egídije (grč. Αἰγίδιος, lat. Aegidius, fra. Gilles; Atena, oko 650. - Septimanija, oko 710.) je kršćanski svetac, pustinjak iz 7. stoljeća iz Grčke, koji je postao popularan u Provansi i Škotskoj. Osnovao je opatiju Saint-Gilles-du-Gard u Francuskoj, koja je mjesto hodočašća i službeno stajalište na Putu Svetog Jakova. Slavi ga se kao jednoga od četrnaestero svetih pomoćnika, svetaca iz kršćanskih legendi koje se posebno štuje u Srednjoj Europi.
Malo se zna o njegovu djetinjstvu i mladosti,, ali se zna da je bio sin atenskog plemića. Nakon smrti svojih roditelja, Egidije je postao pustinjak i živio uz rijeku Rhône u Francuskoj.
Prema Zlatnoj legendi, Egidije se preselio u šumu u Nimesu, gdje je živio kao pustinjak i posvetio se proučavanju Biblije i za to vrijeme njegov jedini suputnik bio je jelen. Međutim, njegovo utočište ugrozio je lovac, podanik kralja Vizigota loveći jelena. Strelica je umjesto jelena pogodila Egidija u ruku. Kao način pomirenja kralj Viziogota pobrinuo se za Egidijevu ozljedu i sagradio veliku opatiju Saint-Gilles-du-Gard, koja je kasnije postala benediktinski samostan.
Egidije je umro u samostanu oko 710. i njegov grob postao je mjesto hodočašća i dio Puta Svetog Jakova, koji vodi do Španjolske. 